# Ярмарка штата (фильм, 1933)
«Ярмарка штата» (англ. State Fair) — американский комедийно-драматический фильм 1933 года, снятый Генри Кингом, с Джанет Гейнор и Уиллом Роджерсом в главных ролях. Фильм основан на бестселлере Фила Стонга 1932 года, и является первым из трёх экранизаций романа. Картина была выдвинута на две премии Американской киноакадемии в номинациях лучший фильм и лучший адаптированный сценарий.
Картина рассказывает о визите семьи фермеров на ярмарку штата Айова, где родители стремятся выиграть призы в сельскохозяйственных и кулинарных конкурсах, а их дочь и сын заводят неожиданные романы. Спустя год после выхода фильма на экраны, в США был принят кодекс Хейса, и «Ярмарка штата» была подвергнута цензуре. Из ленты вырезали сцену с растрепанной кроватью и пеньюаром на полу во время закадровой беседы героев Нормана Фостера и Салли Эйлерс, а также любовные сцены с детьми главных героев.
В 2014 году «Ярмарка штата» была признана Библиотекой Конгресса «культурно, исторически или эстетически значимым фильмом», копия которого помещена для сохранения в Национальный реестр фильмов.

## В ролях
- Джанет Гейнор — Марджи Фрейк
- Уилл Роджерс — Абель Фрейк
- Лью Эйрс — Пэт Гилберт
- Салли Эйлерс — Эмили Джойс
- Норман Фостер — Уэйн Фрейк
- Луиза Дрессер — Мелисса Фрейк
- Фрэнк Крейвен — кладовщик
- Виктор Джори — Хуп Тосс Баркер